# Egész estés Disney-rajzfilmek listája
A The Walt Disney Company egész estés rajzfilmjeinek listája.

## Animációs filmek
| #  | Film címe                                                                    | Eredeti kibocsátás dátuma                                       |
| -- | ---------------------------------------------------------------------------- | --------------------------------------------------------------- |
| 1  | Hófehérke és a hét törpe (Snow White and the Seven Dwarfs)                   | 1938. február 8. (premier 1937. december 21.)                   |
| 2  | Pinokkió (Pinocchio)                                                         | 1940. február 7.                                                |
| 3  | Fantázia (Fantasia)                                                          | 1940. november 13. (roadshow) 1942. január (általános)          |
| 4  | Dumbo                                                                        | 1941. október 31.                                               |
| 5  | Bambi                                                                        | 1942. augusztus 12.                                             |
| 6  | Saludos Amigos                                                               | 1942. augusztus 24. (Brazília) 1943. február 6. (USA)           |
| 7  | A három lovag (The Three Caballeros)                                         | 1945. február 3. (premier 1944. december 21.)                   |
| 8  | Make Mine Music                                                              | 1946. augusztus 15. (premier 1946. április 20.)                 |
| 9  | Mickey egér, Donald kacsa és Goofy Csodaországban (Fun and Fancy Free)       | 1947. szeptember 27.                                            |
| 10 | Melody Time                                                                  | 1948. május 27.                                                 |
| 11 | Ichabod és Mr. Toad kalandjai (The Adventures of Ichabod and Mr. Toad)       | 1949. október 5.                                                |
| 12 | Hamupipőke (Cinderella)                                                      | 1950. február 15.                                               |
| 13 | Alice Csodaországban (Alice in Wonderland)                                   | 1951. július 28.                                                |
| 14 | Pán Péter (Peter Pan)                                                        | 1953. február 5.                                                |
| 15 | Susi és Tekergő (Lady and the Tramp) (Super Technirama 70mm)                 | 1955. június 22.                                                |
| 16 | Csipkerózsika (Sleeping Beauty) (Super Technirama 70mm)                      | 1959. január 29.                                                |
| 17 | 101 kiskutya (101 Dalmatians)                                                | 1961. január 25.                                                |
| 18 | A kőbe szúrt kard (The Sword in the Stone)                                   | 1963. december 25.                                              |
| 19 | A dzsungel könyve (The Jungle Book)                                          | 1967. október 18.                                               |
| 20 | Macskarisztokraták (The Aristocats)                                          | 1970. december 24.                                              |
| 21 | Robin Hood                                                                   | 1973. november 8.                                               |
| 22 | Micimackó kalandjai (The Many Adventures of Winnie the Pooh)                 | 1977. március 11.                                               |
| 23 | A mentőcsapat (The Rescuers)                                                 | 1977. június 22.                                                |
| 24 | A róka és a kutya (The Fox and the Hound)                                    | 1981. július 10.                                                |
| 25 | A fekete üst (The Black Cauldron) (Super Technirama 70mm)                    | 1985. július 26.                                                |
| 26 | Basil, a híres egérdetektív (The Great Mouse Detective)                      | 1986. július 2.                                                 |
| 27 | Olivér és társai (Oliver and Company)                                        | 1988. november 18.                                              |
| 28 | A kis hableány (The Little Mermaid)                                          | 1989. november 17.                                              |
| 29 | Mentőcsapat a kenguruk földjén (The Rescuers Down Under)                     | 1990. november 10. (korlátozott) 1990. november 23. (általános) |
| 30 | A szépség és a szörnyeteg (Beauty and the Beast)                             | 1991. november 15. (korlátozott) 1991. november 23. (általános) |
| 31 | Aladdin                                                                      | 1992. november 11.                                              |
| 32 | Az oroszlánkirály (The Lion King)                                            | 1994. június 15. (korlátozott) 1994. június 23. (általános)     |
| 33 | Pocahontas                                                                   | 1995. június 23.                                                |
| 34 | A Notre Dame-i toronyőr (The Hunchback of Notre Dame)                        | 1996. június 21.                                                |
| 35 | Herkules (Hercules)                                                          | 1997. június 27.                                                |
| 36 | Mulan                                                                        | 1998. június 6.                                                 |
| 37 | Tarzan                                                                       | 1999. június 18.                                                |
| 38 | Fantázia 2000 (Fantasia 2000) (70mm)                                         | 1999. december 31. (IMAX) 2000. június 1. (általános)           |
| 39 | Dínó (Dinosaur)                                                              | 2000. május 19.                                                 |
| 40 | Eszeveszett birodalom (The Emperor's New Groove)                             | 2000. december 15.                                              |
| 41 | Atlantisz – Az elveszett birodalom (Atlantis: The Lost Empire) (CinemaScope) | 2001. június 15.                                                |
| 42 | Lilo és Stitch – A csillagkutya (Lilo & Stitch)                              | 2002. június 16.                                                |
| 43 | A kincses bolygó (Treasure Planet) (CinemaScope)                             | 2002. november 27.                                              |
| 44 | Mackótestvér (Brother Bear) (CinemaScope)                                    | 2003. november 1.                                               |
| 45 | A legelő hősei (Home on the Range)                                           | 2004. április 2.                                                |
| 46 | Csodacsibe (Chicken Little)                                                  | 2005. november 4.                                               |
| 47 | A Robinson család titka (Meet the Robinsons)                                 | 2007. március 30.                                               |
| 48 | Volt (Bolt)                                                                  | 2008. november 21.                                              |
| 49 | A hercegnő és a béka (The Princess and the Frog)                             | 2009. december 11.                                              |
| 50 | Aranyhaj és a nagy gubanc (Tangled)                                          | 2010. november 24.                                              |
| 51 | Micimackó (Winnie the Pooh)                                                  | 2011. július 15.                                                |
| 52 | Rontó Ralph (Wreck-It Ralph)                                                 | 2012. november 2.                                               |
| 53 | Jégvarázs (Frozen)                                                           | 2013. november 27.                                              |
| 54 | Hős6os (Big Hero 6)                                                          | 2014. október 23.                                               |
| 55 | Zootropolis – Állati nagy balhé (Zootopia)                                   | 2016. március 4.                                                |
| 56 | Vaiana (Moana)                                                               | 2016. november 23.                                              |
| 57 | Ralph lezúzza a netet (Ralph Breaks the Internet: Wreck-It Ralph 2)          | 2018. november 21.                                              |
| 58 | Jégvarázs 2. (Frozen II)                                                     | 2019. november 22.                                              |
| 59 | Raya és az utolsó sárkány (Raya and the Last Dragon)                         | 2021. március 5.                                                |
| 60 | Encanto                                                                      | 2021. november 24. (premier 2021. november 3.)                  |
| 61 | Fura világ (Strange World)                                                   | 2022. november 23.                                              |
| 62 | Kívánság (Wish)                                                              | 2023. november 22.                                              |

Az Aranyhaj és a nagy gubanc hivatalosan az 50. (a Disney szerint).

## További animációs filmek
| Film címe                                                                                            | Bemutató éve         |
| --- | -------------------- |
| Kacsamesék: Az elveszett lámpa kincse (DuckTales the Movie: Treasure of the Lost Lamp)               | 1990. augusztus 3.   |
| Karácsonyi lidércnyomás (The Nightmare Before Christmas)                                             | 1993. Október 9.     |
| Aladdin 2. – Aladdin és Jafar (Return of Jafar)                                                      | 1994 május 20.       |
| Goofy (A Goofy Movie)                                                                                | 1995. április 7.     |
| Aladdin 3. – Aladdin és a tolvajok fejedelme (Aladdin and the King of Thieves)                       | 1996. augusztus 23.  |
| Timon és Pumbaa a Föld körül (Around the World with Timon & Pumbaa)                                  | 1996. szeptember 12. |
| Micimackó visszatér (Pooh's Grand Adventure: The Search for Christopher Robin)                       | 1997. augusztus 5.   |
| Timon és Pumbaa nagy lakomája (Dining Out with Timon & Pumbaa)                                       | 1997. augusztus 15.  |
| Timon és Pumbaa nyaralni megy (On Holiday with Timon & Pumbaa)                                       | 1997. augusztus 15.  |
| A szépség és a szörnyeteg 2. – Varázslatos karácsony (Beauty and the Beast: The Enchanted Christmas) | 1997. november 11.   |
| Belle bűvös világa (The Beauty and the Beast: Belle’s Magical World)                                 | 1998. február 17.    |
| Pocahontas 2. – Vár egy új világ (Pocahontas II: Journey to a New World)                             | 1998. augusztus 4.   |
| Az oroszlánkirály 2. – Simba büszkesége (The Lion King II: Simba's Pride)                            | 1998. október 27.    |
| A kék szörny (Doug's 1st Movie)                                                                      | 1999. március 26.    |
| Micimackó: Az ajándékok ideje (Winnie the Pooh: Seasons of Giving)                                   | 1999. november 8.    |
| Mickey egér – Volt egyszer egy karácsony (Mickey's Once Upon a Christmas)                            | 1999. december 7.    |
| Tigris színre lép (The Tigger Movie)                                                                 | 2000. február 11.    |
| A kis hableány 2. – A tenger visszavár (The Little Mermaid II: Return to the Sea)                    | 2000. szeptember 19. |
| Nincs több suli (Recess: School's Out)                                                               | 2001. február 16.    |
| Susi és Tekergő 2. – Csibész, a csavargó (Lady and the Tramp II: Scamp's Adventure)                  | 2001. február 27.    |
| Pán Péter – Visszatérés Sohaországba (Return to Never Land)                                          | 2002. február 15.    |
| Hamupipőke 2. – Az álmok valóra válnak (Cinderella II: Dreams Come True)                             | 2002. február 25.    |
| A Notre Dame-i toronyőr 2. – A harang rejtélye (The Hunchback of Notre Dame II)                      | 2002. március 19.    |
| Tarzan és Jane (Tarzan & Jane)                                                                       | 2002. július 23.     |
| Micimackó – Boldog új Mackóévet! (Winnie the Pooh: A Very Merry Pooh Year)                           | 2002. november 12.   |
| 101 kiskutya 2. – Paca és Agyar (101 Dalmatians 2: Patch's London Adventure)                         | 2003. január 20.     |
| A dzsungel könyve 2. (The Jungle Book 2)                                                             | 2003. február 14.    |
| Malacka, a hős (Piglet's Big Movie)                                                                  | 2003. március 21.    |
| Atlantisz 2. – Milo visszatér (Atlantis: Milo's Return)                                              | 2003. május 20.      |
| Stitch! – A csillagkutya legújabb kalandjai (Stitch! The Movie)                                      | 2003. augusztus 26   |
| Stréber (Teacher's Pet)                                                                              | 2004. január 16.     |
| Az oroszlánkirály 3. – Hakuna Matata (The Lion King 1 1/2 )                                          | 2004. február 10.    |
| Micimackó: Tavaszolás Zsebibabával (Winnie the Pooh: Springtime with Roo)                            | 2004. március 9.     |
| Mickey egér – A három muskétás (Mickey, Donald, Goofy: The Three Musketeers)                         | 2004. augusztus 3.   |
| Mickey egér – Volt kétszer egy karácsony (Mickey's Twice Upon a Christmas)                           | 2004. november 9.    |
| Mulan 2. (Mulan II)                                                                                  | 2005. január 31.     |
| Micimackó és a Zelefánt (Pooh's Heffalump Movie)                                                     | 2005. február 11.    |
| Vad galamb (Valiant)                                                                                 | 2005. március 25.    |
| Tarzan 2. (Tarzan II)                                                                                | 2005. június 13.     |
| Lilo és Stitch 2. – Csillagkutyabaj (Lilo & Stitch 2: Stitch Has a Glitch )                          | 2005. augusztus 30.  |
| Eszeveszett birodalom 2. – Kronk, a király (The Emperor's New Groove 2: Kronk's New Groove)          | 2005. december 13.   |
| Bambi 2. – Bambi és az erdő hercege (Bambi II)                                                       | 2006. január 26.     |
| Vadkaland (The Wild)                                                                                 | 2006. április 14.    |
| Mackótestvér 2. (Brother Bear 2)                                                                     | 2006. augusztus 28.  |
| Hamupipőke 3. – Elvarázsolt múlt (Cinderella III- A Twist in Time)                                   | 2007. február 6.     |
| A kis hableány 3. – A kezdet kezdete (The Little Mermaid: Ariel's Beginning)                         | 2008. augusztus 25.  |
| Csingiling (film) (Tinker Bell)                                                                      | 2008. október 28.    |
| Csingiling és az elveszett kincs (Tinker Bell and the Lost Treasure)                                 | 2009. október 27.    |
| Karácsonyi ének (A Christmas Carol)                                                                  | 2009. november 6.    |
| Csingiling és a nagy tündérmentés (Tinker Bell and the Great Fairy Rescue)                           | 2010. szeptember 21. |
| Anyát a Marsra (Mars Needs Moms)                                                                     | 2011. március 11.    |
| Csingiling és a nagy tündérverseny (Pixie Hollow Games)                                              | 2011. november 11.   |
| Csingiling: A szárnyak titka (Tinker Bell and Secret of the Wings)                                   | 2012. augusztus 23.  |
| Frankenweenie – Ebcsont beforr (Frankenweenie)                                                       | 2013. Január 3.      |
| Repcsik (Planes)                                                                                     | 2013. augusztus 15.  |
| Csingiling és a kalóztündér (Tinker Bell and The Pirate Fairy)                                       | 2014. február 13.    |
| Repcsik: A mentőalakulat (Planes: Fire & Rescue)                                                     | 2014. július 18.     |
| Csingiling és a Soharém legendája (Tinker Bell and the Legend of the NeverBeast)                     | 2015. március 3.     |

### Pixar filmek
| Film címe                                  | Bemutató éve       |
| ------------------------------------------ | ------------------ |
| Toy Story – Játékháború (Toy Story)        | 1995. november 22. |
| Egy bogár élete (A Bug's Life)             | 1998. november 25. |
| Toy Story – Játékháború 2. (Toy Story 2)   | 1999. november 24. |
| Szörny Rt. (Monsters, Inc.)                | 2001. november 2.  |
| Némó nyomában (Finding Nemo)               | 2003. május 30.    |
| A Hihetetlen család (The Incredibles)      | 2004. november 5.  |
| Verdák (Cars)                              | 2006. június 9.    |
| L'ecsó (Ratatouille)                       | 2007. június 29.   |
| WALL-E                                     | 2008. június 27.   |
| Fel (Up)                                   | 2009. május 29.    |
| Toy Story 3. (Toy Story 3)                 | 2010. június 18.   |
| Verdák 2. (Cars 2)                         | 2011. június 24.   |
| Merida, a bátor (Brave)                    | 2012. augusztus 2. |
| Szörny Egyetem (Monster's University)      | 2013. június 27.   |
| Agymanók (Inside Out)                      | 2015. június 19.   |
| Dínó tesó (The Good Dinosaur)              | 2015. november 25. |
| Szenilla nyomában (Finding Dory)           | 2016. június 17.   |
| Verdák 3. (Cars 3)                         | 2017. június 16.   |
| Coco                                       | 2017. november 22. |
| A Hihetetlen család 2. (The Incredibles 2) | 2018. június 15.   |
| Toy Story 4. (Toy Story 4)                 | 2019. június 20.   |
| Előre (Onward)                             | 2020. március 12.  |
| Lelki ismeretek (Soul)                     | 2020. december 25. |
| Luca                                       | 2021. június 18.   |
| Luxo Jr Left Ball                          | 2021. december 29. |
| Pirula Panda                               | 2022. március 10.  |